# Колле-Сан-Маньо
Колле-Сан-Маньо (італ. Colle San Magno) — муніципалітет в Італії, у регіоні Лаціо,  провінція Фрозіноне.
Колле-Сан-Маньо розташоване на відстані близько 110 км на схід від Рима, 31 км на схід від Фрозіноне.
Населення — 710 осіб (2014).

## Демографія
Населення за роками:

Станом на 1 січня 2023 року в муніципалітеті офіційно проживало 18 іноземців з 4 країн, серед них 6 громадян країн Євросоюзу.

## Сусідні муніципалітети
- Казалаттіко
- Кастрочієло
- П'єдімонте-Сан-Джермано
- Рокказекка
- Сантопадре
- Терелле